# ランプリニ・コンスタンティニドゥ
ランプリニ・コンスタンティニドゥ（ギリシャ語: Λαμπρινή Κωνσταντινίδου、ラテン文字転写: Lampriní Konstantinídou、1996年9月16日 - ）は、ギリシャの女子バレーボール選手。ギリシャ代表。

## 来歴

### クラブチーム
テッサロニキ出身。2011年、Iraklisへ入団し3年間プレーした。2014年、ウェストバージニア大学へ進学し、1年間、NCAAディヴィジョンでプレーした。2015年からはテキサスクリスチャン大学へ編入し、NCAA女子バレーボール選手権などに出場した。2018年、Olympiacosへ加入し、2018/19シーズンのギリシャ国内リーグ、ギリシャカップで2冠を果たした。2019年、Aris Thessalonikiへ移籍し、1年間プレーした。2020年6月、ASP Thetisへ移籍したが新型コロナウイルスのパンデミックによりリーグが中止となったため、シーズン途中にイスラエルのMaccabi XT Haifaへ移籍した。イスラエルカップではベストセッター賞を受賞した。2021年、AO Thirasへ移籍し、ギリシャカップでは準優勝した。2022年、AEKアテネへ移籍し、2年間プレーした。2023/24シーズンのギリシャ国内リーグでは3位となった。2024年、イタリアセリエA1のヴェロ・バレー・ミラノと契約し、2024/25シーズンのセリエA1リーグとコッパイタリアでは準優勝した。

### 代表チーム
アンダーカテゴリーの代表として、2013年、U-18欧州選手権、U-19世界選手権に出場した。2018年、シニア代表に初選出され、同年の地中海競技大会でデビューした。2023年、欧州選手権に出場した。

## 球歴
- 欧州選手権 - 2023年

## 受賞歴
- 2021年 - イスラエルカップ ベストセッター

## 所属クラブ
- Iraklis（2011-2014年）
- ウェストバージニア大学（2014-2015年）
- テキサスクリスチャン大学（2015-2017年）
- Olympiacos（2018-2019年）
- Aris Thessaloniki（2019-2020年）
- ASP Thetis（2020年）
- Maccabi XT Haifa（2020-2021年）
- AO Thiras（2021-2022年）
- AEKアテネ（2022-2024年）
- ヴェロ・バレー・ミラノ（2024-2025年）